# Neue Synagoge (Posen)

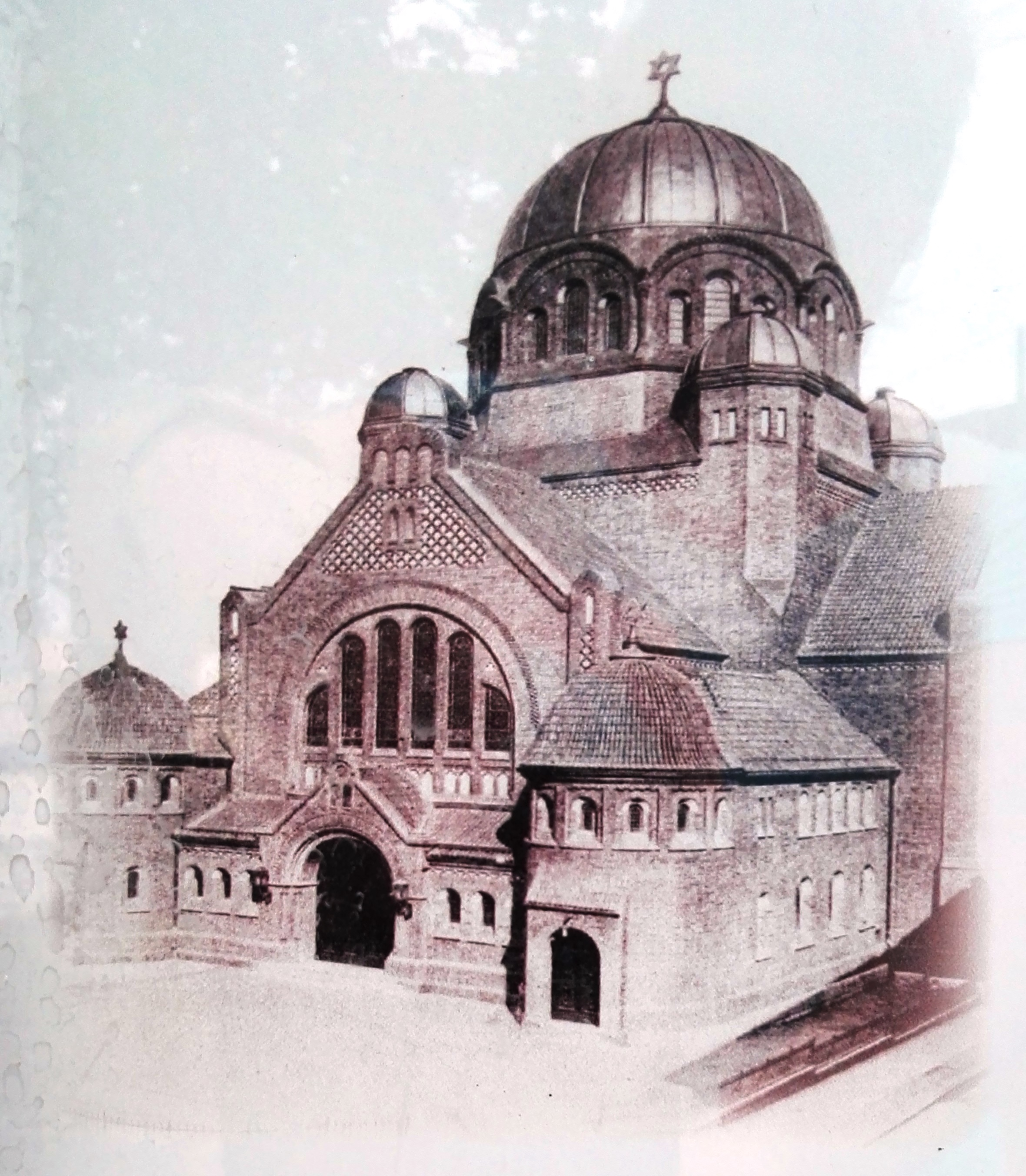
Die Neue Synagoge auf einem historischen Foto

Die Neue Synagoge war das Gotteshaus der deutsch-assimilierten orthodoxen jüdischen Gemeinde in Posen (polnisch Poznań), der Hauptstadt der Woiwodschaft Großpolen in Polen. 

## Geschichte
Mit dem Bau des größten jüdischen Sakralgebäudes in der Stadt Posen an der Stawna-Straße beim Akiva-Eger-Platz wurde 1906 begonnen. Am 5. September 1907 wurde die Synagoge eingeweiht. Sie bot Platz für 700 Männer und – auf zwei Seitengalerien – 600 Frauen. Damals lebten in der Stadt 5324 Juden, dies entsprach einem Anteil von nur etwa 3,8 % der Stadtbevölkerung. Das von der jüdischen Gemeinde für rund 850.000 Reichsmark erbaute Gebäude war somit ungewöhnlich imposant und eigentlich überproportioniert. Mit der Planung beauftragt wurde das Berliner Architekturbüro Cremer & Wolffenstein; die beiden Berliner galten um 1900 als die führenden Architekten des Synagogenbaus in Deutschland.
Der maurisch-neoromanische Stil des Gotteshauses, das stark an eine Kirche erinnerte, sollte das Bestreben der jüdischen Bürger ausdrücken, ihre kulturelle Zugehörigkeit zu Deutschland auszuweisen. Die Wahl dieses Baustils, angelehnt an den neoromanischen Stil des nach Plänen von Franz Schwechten von 1905 bis 1913 erbauten neuen Kaiserforums, wurde bei der Einweihungsfeier in Gegenwart hoher preußischer Amtsträger ausdrücklich als Zugehörigkeitserklärung an Deutschland und zum Herrscherhaus angepriesen.

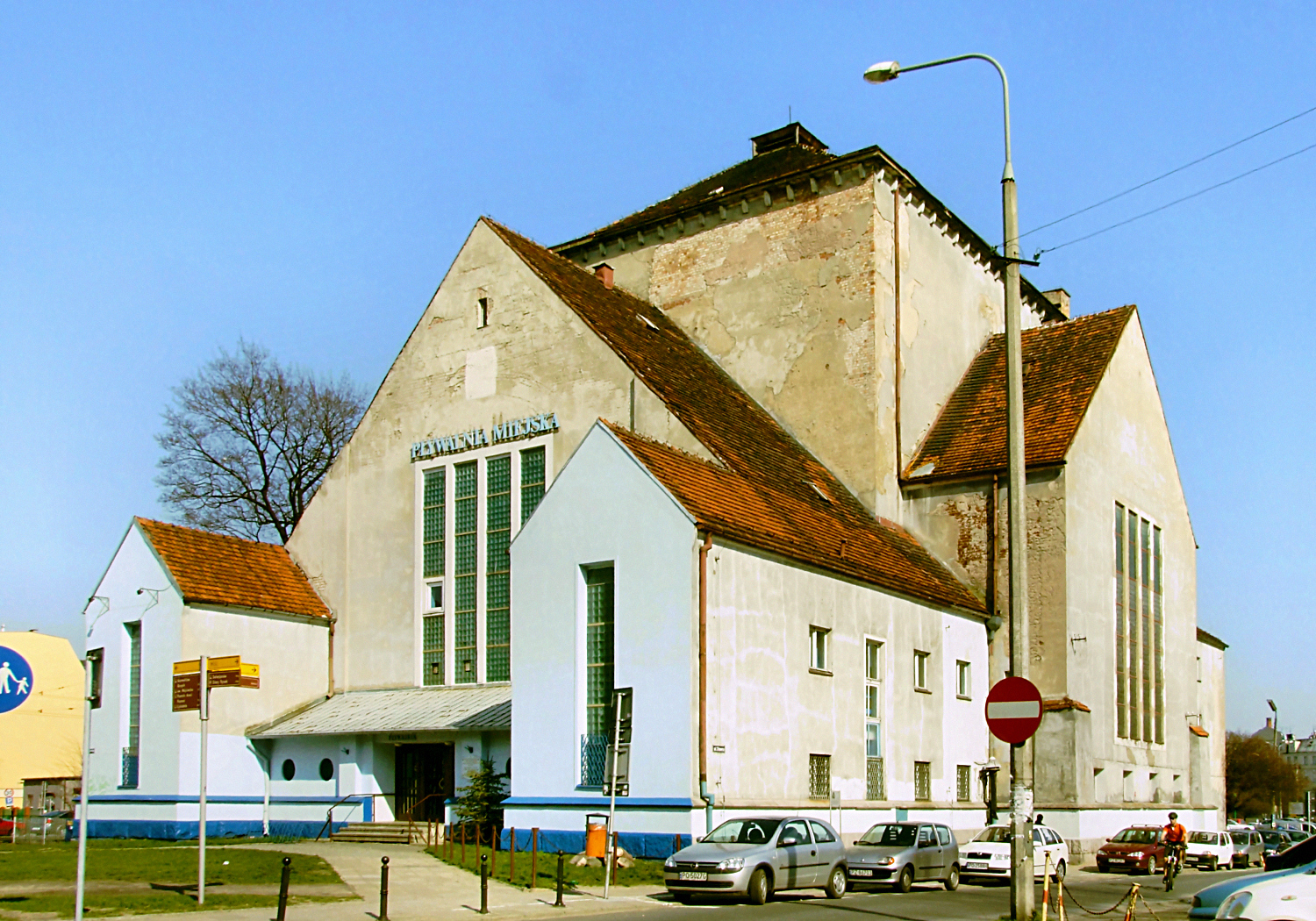
Die profanierte Synagoge (2007)

Als Posen 1919 wieder polnisch wurde, wanderten fast alle Posener Juden nach Deutschland aus. Das Gebäude wurde in der Zwischenkriegszeit wenig genutzt.
Der letzte Gottesdienst fand am 9. September 1939 statt. Das Synagogengebäude sollte zunächst abgerissen werden. Am 15. April 1940 wurden von den deutschen Besatzern die Kuppel und die Verzierungen entfernt und bald darauf die Backsteinwände verputzt. Die zur Straße hin vorgelagerten beiden Rundtürme verschwanden. In den Innenraum wurde ein 25-Meter-Becken eingebaut, und es entstand eine Schwimmhalle für die Soldaten der Wehrmacht. Die Stadtverwaltung Poznańs übernahm nach dem Krieg das Gebäude und nutzte es bis 2002 weiter als öffentliches Hallenbad. 1989 wurde eine Gedenktafel aus Bronze an dem Gebäude angebracht, die 1997 gestohlen und durch eine Marmortafel ersetzt wurde. Grundstück und Gebäude wurden am 6. Mai 2002 an den Verband der Jüdischen Bekenntnisgemeinden der Republik Polen zurückgegeben.
Nachdem 2007 das hundertjährige Jubiläum der Synagoge in Anwesenheit des polnischen Oberrabbiners Michael Schudrich gefeiert wurde und seit 2013 auch kein Badebetrieb mehr stattfindet, ist die Frage der künftigen Nutzung weiterhin ungeklärt. Mit lediglich rund 50 Mitgliedern ist die heutige jüdische Gemeinde zu klein, um das Gebäude unterhalten zu können. Daher hat sie es 2020 an einen Investor verkauft. Ideen, ein Hotel und eine Gedenkstätte einzurichten, scheinen sich (Stand Mai 2023) zerschlagen zu haben. Das Gebäude verfällt immer mehr.